# Yasmin Warsame
Yasmin Abshir Warsame (* 5. Mai 1976 in Mogadischu, Somalia) ist ein somalisch-kanadisches Supermodel.

## Leben
Im Alter von fünfzehn zog sie nach Toronto, wo sie an der Universität Seneca College Psychologie und Sozialwissenschaften studierte. Warsame begann ihre Modelkarriere im Jahre 2000, als sie, im fünften Monat mit ihrem Sohn schwanger, für ein Fotoshooting gebucht wurde, das für den Katalog von Sears bestimmt war. Zu dem Zeitpunkt arbeitete sie bereits zwei Jahre als Fotomodell, aber ihr Aussehen war für den kanadischen Markt als zu sehr Haute Couture aufgenommen worden. Im Jahre 2002 ging sie nach Paris, wo sie von Steven Meisel für die italienische Ausgabe von Vogue fotografiert wurde.
Sie steht bei Next Management und IMG Models unter Vertrag. Fotos mit ihr erschienen in Elle, Vogue Italia und Amica und sie lief in zahlreichen Modeschauen, unter anderem  für Giorgio Armani, Christian Dior, Fendi, Jean-Paul Gaultier, Gucci, Kenzō Takada, Karl Lagerfeld und  Valentino. Sie war Star in hochdotierten Anzeigenkampagnen von Valentino, H & M, Dolce & Gabbana, Escada, Hermes, Shiseido und Chanel.
Zudem war Warsame jüngst Jurymitglied in der zweiten Staffel von Canada’s Next Top Model.
Im Film The Gravedigger’s Wife (2021) erhielt sie eine Hauptrolle.